# Pardonne-moi ce caprice d'enfant
Singles de Mireille Mathieu
Si Paris était en Provence
(1970) Donne ton cœur, donne ta vie
(1970)
 Pardonne-moi ce caprice d'enfant est une chanson de Mireille Mathieu sortie en 1970. Cette chanson fut l'un des succès de l'été 1970 avec des ventes estimées entre 200 000 et 400 000 exemplaires en 1970.